# Anatolij Budjak
Anatolij Volodymyrovyč Budjak (in ucraino Анатолій Володимирович Будяк?; Vinnycja, 29 settembre 1995) è un ciclista su strada ucraino che corre per il Terengganu Cycling Team.
Nel 2015 è stato squalificato per diciotto mesi dopo essere stato trovato positivo alla pemolina al termine del Tour de l'Avenir.

## Palmarès

### Strada
- 2019 (Wibatech Merx 7R, una vittoria)

1ª tappa Małopolski Wyścig Górski (Myślenice > Wieliczka)
- 2020 (Wibatech Merx 7R, due vittorie)

Grand Prix Develi
Grand Prix World's Best High Altitude
- 2021 (Spor Toto Cycling Team, cinque vittorie)

3ª tappa Tour of Mevlana (Konya > Sille)
Classifica generale Tour of Mevlana
Prologo Małopolski Wyścig Górski (Cracovia > Cracovia, cronometro)
3ª tappa Małopolski Wyścig Górski (Jabłonka > Stary Sącz)
Grand Prix Kayseri
- 2022 (Terengganu Polygon Cycling Team, quattro vittorie)

6ª tappa Tour du Rwanda (Musanze > Kigali)
Grand Prix Mediterrennean
Grand Prix Gündoğmuş
Grand Prix Kayseri
- 2023 (Terengganu Cycling Team, due vittorie)

Grand Prix Kaisareia
4ª tappa Tour of Iran (Tabriz > Sarein)
- 2025 (Terengganu Polygon Cycling Team, una vittoria)

Campionati ucraini, Prova a cronometro

#### Altri successi
- 2015 (ISD Continental Team)

Classifica giovani Volta a Portugal do Futuro
Classifica scalatori Volta a Portugal do Futuro
- 2019 (Wibatech Merx 7R)

Classifica scalatori Małopolski Wyścig Górski

## Piazzamenti

### Competizioni mondiali
- Campionati del mondo

Valkenburg 2012 - In linea Juniores: 44º
Toscana 2013 - In linea Juniores: 13º
Bergen 2017 - In linea Under-23: 55º
Imola 2020 - In linea Elite: 87º
Fiandre 2021 - In linea Elite: ritirato
Glasgow 2023 - In linea Elite: ritirato
- Giochi olimpici

Tokyo 2020 - In linea: 56º
Parigi 2024 - In linea: 66º

### Competizioni europee
- Campionati europei

Goes 2012 - In linea Junior: ritirato
Olomouc 2013 - In linea Junior: 15º
Nyon 2014 - In linea Under-23: 26º
Herning 2017 - In linea Under-23: 62º
Plouay 2020 - In linea Elite: 36º
Trento 2021 - In linea Elite: ritirato